# Diocesi di Lucera-Troia
La diocesi di Lucera-Troia (in latino Dioecesis Lucerina-Troiana) è una sede della Chiesa cattolica in Italia suffraganea dell'arcidiocesi di Foggia-Bovino appartenente alla regione ecclesiastica Puglia. Nel 2023 contava 50.628 battezzati su 61.044 abitanti. È retta dal vescovo Giuseppe Giuliano.

## Territorio
La diocesi comprende le città di Lucera e Troia e diciassette piccoli comuni dei monti della Daunia nella provincia foggiana: Alberona, Biccari, Carlantino, Casalnuovo Monterotaro, Casalvecchio di Puglia, Castelluccio Valmaggiore, Castelnuovo della Daunia, Celenza Valfortore, Celle di San Vito, Faeto, Motta Montecorvino, Orsara di Puglia, Pietramontecorvino, Roseto Valfortore, San Marco la Catola, Volturara Appula, Volturino. Inoltre, è parte del territorio diocesano la località di Santa Cecilia, in agro di Foggia.
Sede vescovile è la città di Lucera, dove si trova la basilica cattedrale di Santa Maria Assunta. A Troia sorge la concattedrale, anch'essa dedicata all'Assunzione di Maria Vergine.

### Parrocchie
Il territorio è suddiviso in 33 parrocchie, cui si aggiunge la comunità di Santa Cecilia.

## Storia

### Lucera
La tradizione agiografica e liturgica, avallata da storici locali, attribuisce a Lucera quattro vescovi di dubbia storicità: Basso, Pardo, Giovanni e Marco, che avrebbero governato la diocesi di Lucera in un periodo compreso fra il I e il IV secolo.
Basso fa parte della "tradizione petrina", ossia di quella tradizione, non anteriore al VII secolo, che attribuisce a san Pietro, nel suo viaggio verso Roma, la fondazione di diverse diocesi pugliesi, tra cui quella di Lucera. Basso, consacrato dall'Apostolo, avrebbe subito il martirio all'epoca dell'imperatore Traiano. Non è tuttavia accertata storicamente né la figura di questo santo né il suo episcopato a Lucera. È probabile che vi sia stata confusione con san Basso, venerato a Nizza, a sua volta confuso con un san Basso, martire di Nicea in Bitinia.

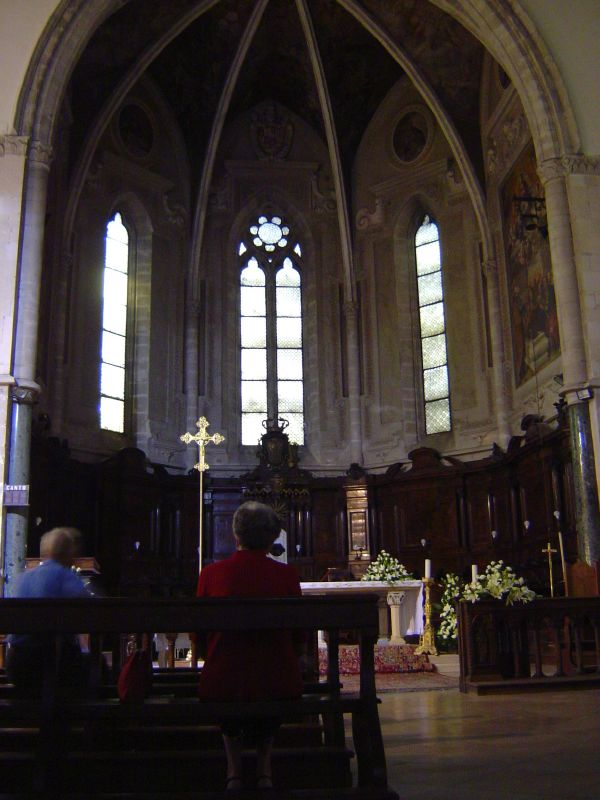
L'interno della cattedrale di Santa Maria Assunta a Lucera.

Pardo sarebbe stato un vescovo greco del Peloponneso che, dovendo abbandonare la sua terra natale, si rifugiò a Roma e poi a Lucera, dove morì; in seguito, il suo corpo fu traslato a Larino, dove è venerato come santo patrono. Nei documenti agiografici che ci trasmettono la sua vita, non vi sono tuttavia elementi per dire che fosse vescovo di Lucera.
Circa la figura di Marco, «la critica storica ha convincentemente dimostrato trattarsi del Marco vescovo di Aeca negli anni a cavallo tra III e IV secolo». Nella sua vita, si riporta che Marco fu consacrato sacerdote dal vescovo di Lucera, Giovanni, unico tra i primi quattro vescovi lucerini «più o meno storicamente attendibile».
La prima menzione storicamente certa dell'esistenza di un episcopato lucerino risale al V secolo, «un'epoca cioè molto avanzata rispetto a quella in cui presumibilmente [Lucera] ricevette il messaggio cristiano». Un anonimo vescovo è infatti menzionato in due lettere di papa Gelasio I, scritte tra la fine del 493 e l'agosto del 495. Invece il primo nome di un vescovo storicamente attestato risale alla metà del VI secolo; si tratta di Anastasio, menzionato in una lettera di papa Pelagio I nel 559.
A seguito dell'invasione longobarda, scomparvero molte diocesi pugliesi; dalle lettere di Gregorio Magno emerge che alla fine del VI secolo l'unica diocesi della Capitanata sopravvissuta era quella di Siponto. Anche Lucera subì i contraccolpi demografici ed economici del resto della regione, tanto che non è possibile seguire l'ordinaria presenza di un presule almeno fino a quando il vescovo Marco non partecipò al sinodo indetto a Roma da papa Zaccaria nel 744. Si attribuisce all'iniziativa di questo vescovo il ritorno della venerazione dell'immagine della Vergine Maria presso la diocesi, culto confermato nel 1300 da Carlo II d'Angiò attraverso l'intitolazione della città a santa Maria, mantenuta fino al primo quarto del secolo successivo.

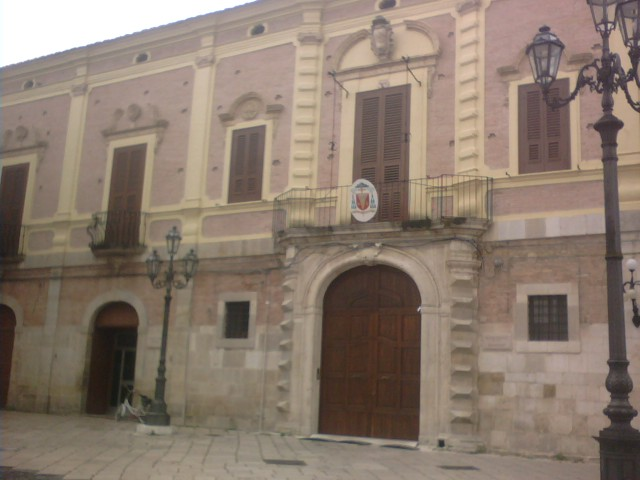
Il palazzo vescovile di Lucera, sede del museo diocesano.

All'epoca del vescovo Landenolfo (fine X secolo), Lucera era ancora dipendente politicamente dai Bizantini, i quali la insignirono del titolo di arcidiocesi seguendo la loro politica di riorganizzazione demografica, economica e religiosa della Daunia. L'esperimento, però, si rivelò effimero, tanto che il titolo scomparve con la morte di Landenolfo. Dopo alcuni decenni di incertezza, nella seconda età dell'XI secolo la diocesi passò alla provincia ecclesiastica dell'arcidiocesi di Benevento, alla quale rimase unita fino al 1979. La prima testimonianza di quest'adesione è la presenza del vescovo Azzo ad un sinodo indetto dal metropolita Milone nel 1075.
Il 18 gennaio 1302, all'epoca del vescovo Aimando (o Aimardo), Carlo II d'Angiò riformò il capitolo dei canonici della cattedrale, portando il numero dei canonici a venti. Lo stesso re donò alla diocesi, durante l'episcopato di Stefano (1302-1304), le terre di Apricena e di Guardiola, ingrandendo così la base fondiaria delle pertinenze dirette dell'episcopio lucerino. Questo avveniva pochissimi anni dopo la dispersione della colonia saracena presente in città (agosto 1300), passaggio cruciale per la storia della diocesi, la cui città capoluogo assunse il nome di Civitas Sanctae Mariae per volontà di re Carlo II.
Nel XV secolo, la diocesi di Lucera si ampliò a più riprese includendo alcune diocesi che furono soppresse: la diocesi di Fiorentino (circa 1410) e la diocesi di Tortiboli (1425); dal 1439 al 1471 la diocesi di Civitate fu unita aeque principaliter a Lucera. Nel corso di questo secolo, si distinse in particolare il vescovo Pietro Ranzano, umanista «che ha offerto un valente contributo e alla chiesa e alla cultura del tempo.».
Nel XVI secolo i vescovi Carafa di Lucera e di Luigi di Sant'Agata de' Goti, dopo aver già fatto una permutazione delle diocesi, si accordarono perché alla morte di uno dei due, le sue sedi fossero unite aeque principaliter, ma l'unione non ebbe mai luogo.
In seguito al concordato del 1818 tra la Santa Sede e il Regno delle Due Sicilie, le diocesi di Vulturara e di Montecorvino furono soppresse in forza della bolla De utiliori di papa Pio VII del 27 giugno 1818, e il loro territorio unito a quello di Lucera.
Il 2 aprile 1914 il territorio di Roseto Valfortore passò dalla diocesi di Ariano a quella di Lucera; il 23 febbraio 1916 Lucera acquisì anche la parrocchia di Casalnuovo Monterotaro dall'arcidiocesi di Benevento in forza del decreto Archidioecesis Beneventana della Sacra Congregazione concistoriale.
Nel 1970 fu stabilita l'unione in persona episcopi tra le diocesi di Lucera e di San Severo; furono vescovi di entrambe le diocesi Angelo Criscito e Carmelo Cassati.
Il 21 gennaio 1983 per effetto del decreto Ad uberius della Congregazione per i vescovi cedette la giurisdizione sul comune di San Bartolomeo in Galdo all'arcidiocesi di Benevento.

### Troia

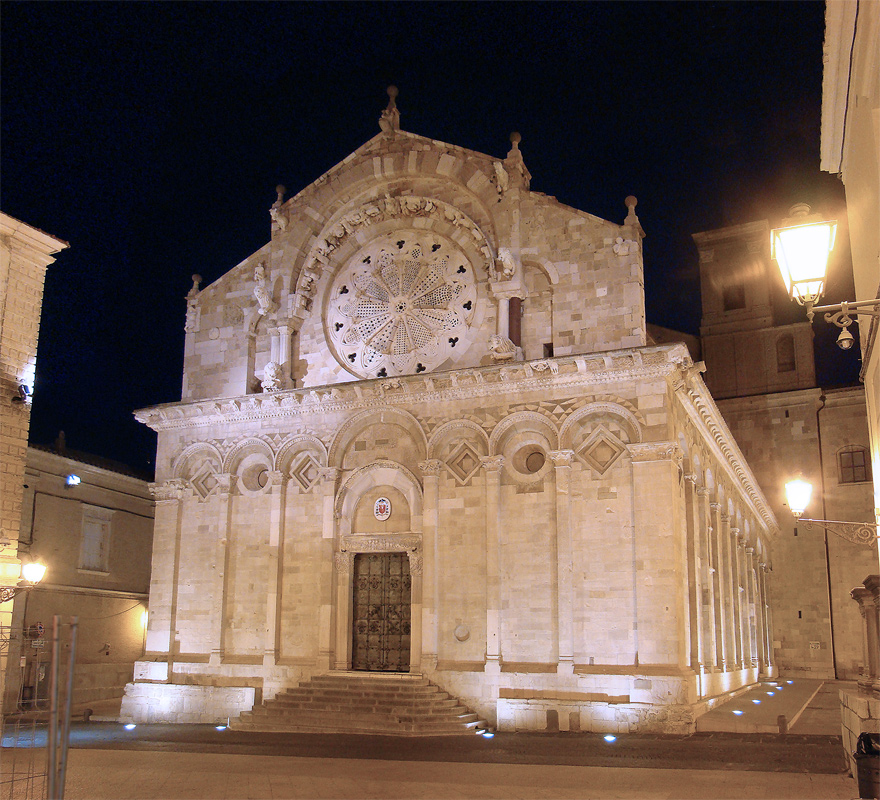
La concattedrale di Troia.

La città di Troia fu fondata nel 1019, ereditando la sede vescovile dell'antica Aecae o Eca, eretta nel III secolo e distrutta secondo la tradizione nel 663.
Nel 1022 abbandonò il rito bizantino per adottare il rito romano e contestualmente papa Benedetto VIII la elevò al rango di diocesi. Nel 1030 papa Giovanni XIX la dichiarò diocesi immediatamente soggetta alla Santa Sede.
Nel XII secolo la città e i suoi vescovi assunsero un ruolo di prestigio nella regione di Capitanata. Quattro furono i concili celebrati a Troia, presieduti personalmente da diversi pontefici (1093, 1115, 1120 e 1127). Il vescovo Gualtieri di Pagliara ricoprì l'importante incarico di cancelliere del Regno di Sicilia e fece parte del consiglio di reggenza durante la minore età di Federico II. Segno di questa accresciuta importanza della città fu la costruzione della cattedrale in stile romanico, iniziata nel 1093 e ultimata nel 1119.
All'inizio del XVIII secolo fu istituito il seminario diocesano, dovuto al vescovo Emilio Cavalieri, che promosse anche le missioni diocesane. A Marco De Simone si deve invece la costruzione del palazzo vescovile.
Nel 1855 cedette una porzione del suo territorio comprendente la città di Foggia a vantaggio dell'erezione della diocesi di Foggia (oggi arcidiocesi di Foggia-Bovino).
Il 29 settembre 1933 la diocesi di Troia entrò a far parte della regione ecclesiastica beneventana in forza del decreto Iam pridem della Congregazione Concistoriale.
Nel 1974 fu stabilita l'unione in persona episcopi tra le diocesi di Troia, di Foggia e di Bovino; furono vescovi delle tre diocesi Giuseppe Lenotti e Salvatore De Giorgi.
Al momento dell'unione con Lucera nel 1986, la diocesi di Troia comprendeva 12 parrocchie nei comuni di Troia (6), Biccari, Orsara di Puglia (2), Castelluccio Valmaggiore, Faeto e Celle di San Vito.

### Sedi unite
Il 30 aprile 1979 la sedi di Lucera e di Troia entrarono a far parte della nuova provincia ecclesiastica dell'arcidiocesi di Foggia.
Il 30 settembre 1986, con il decreto Instantibus votis della Congregazione per i Vescovi, le due diocesi furono unite plena unione e la nuova circoscrizione ecclesiastica ha assunto il nome attuale. Contestualmente ebbe termine l'unione in persona episcopi di Lucera con San Severo e di Troia con Foggia e Bovino. Lo stesso giorno i due vescovi di Lucera e Troia, Carmelo Cassati e Salvatore De Giorgi, dettero le dimissioni e il 13 febbraio successivo fu nominato il primo vescovo delle diocesi unite, Raffaele Castielli.
Contestualmente alla nascita della nuova circoscrizione ecclesiastica, i territori di Apricena e Sannicandro Garganico sono stati ceduti alla diocesi di San Severo.

## Cronotassi dei vescovi
Si omettono i periodi di sede vacante non superiori ai 2 anni o non storicamente accertati.

### Vescovi di Lucera
- San Basso †
- San Pardo †
- Beato Giovanni I † (tra III e IV secolo)
- San Marco I †
- Anonimo † (prima del 493 - dopo il 495)
- Anastasio † (menzionato nel 559)
- Marco II † (menzionato nel 744)
- Adelchi † (circa 940 - 957 deceduto)
- Alberto I † (prima del 963 - dopo il 964)
- Landenolfo † (circa 980 - novembre 1005 deceduto)
- Pietro † (menzionato nel 1024)
- Giovanni II † (prima del 1032 - dopo il 1039)
- Lando † (1061 - 1068)
- Azzo † (1071 - 1077)
- Teodelgaldo (o Teodelgardo) † (prima del 1083 - dopo 1089)
- Benedetto † (1093 - 1099)
- Giovanni III † (menzionato nel 1100)
- Roberto † (menzionato nel 1127)
- Rao † (menzionato nel 1147)
- Rainaldo † (prima del 1179 - 1181)
- Luterio † (1215 - 17 ottobre 1218 deceduto)[13]
- Andrea (13 gennaio 1221 - dicembre 1221)
- Bartolomeo I † (13 gennaio 1222 - dopo il 1238)[14]
  - Sede vacante (circa 1247 - 1255)[15]
- Alferio † (3 agosto 1255 - dopo il 1259 deceduto)
- Guglielmo de Ricia † (? - 1294 dimesso)[16]
- Aimando (o Aimardo) † (ottobre 1294 - 9 giugno 1302 nominato vescovo di Salpi)[17][18]
- Stefano † (9 giugno 1302 - 1304 o 1307)[19]
- Giacomo da Fusignano, O.P. † (1308 - 2 agosto 1322 nominato vescovo di Modone)
- Beato Agostino Kažotić, O.P. † (21 agosto 1322 - 3 agosto 1323 deceduto)[20]
- Giacomo, O.P. † (1324 - dopo il 1325)
- Domenico † (menzionato nel 1328)
  - Sede vacante (1332-1336)
- Ruggero di Lavello, O.S.A. † (prima del 1337 - 1338 o 1339 deceduto)[21]
- Marino (o Martino) † (1340 - 1340 deceduto)
  - Sede vacante (1341-1348)[22]
- Antonio di San Severo † (21 gennaio 1348 - 1363 deceduto)[23]
- Giacomo Gurga † (21 aprile 1363 - 1373 deceduto)
- Bartolomeo di Aprano † (17 ottobre 1373 - 5 novembre 1378 nominato vescovo di Aversa)
- Obbedienza avignonese:
  - Antonio, O.F.M. † (8 novembre 1378 - ? deceduto)
  - Nicola Giacomo de Barulo † (30 marzo 1393 - ?)
  - Nicola Antonio di San Pietro, O.P. † (4 luglio 1394 - 22 aprile 1422 nominato vescovo di Salpi)
- Obbedienza romana:
  - Tommaso † (menzionato il 16 ottobre 1381)
  - Tommaso di Acerno †
  - Bartolomeo II † (1384 - 1396 deceduto)[24]
  - Bassistachio de Formica I † (13 novembre 1396 - ? deceduto)
- Bassistachio de Formica II † (22 aprile 1422 - 1450 deceduto)[25]
  - Antonio Angeli † (5 maggio 1450 - 1º luglio 1450 nominato vescovo di Potenza) (vescovo eletto)
- Ladislao Dentice † (1º luglio 1450 - 1476 deceduto)
- Pietro Ranzano, O.P. † (5 ottobre 1476 - 1492 deceduto)
- Giambattista Contestabili † (2 dicembre 1493 - 1496 deceduto)
- Antonio Torres, O.S.H. † (7 novembre 1496 - 17 aprile 1497 nominato vescovo di Sutri e Nepi)
- Raffaele Rocca † (17 aprile 1497 - 21 ottobre 1500 nominato vescovo di Capri)
- Giovanni di Luigi, O.Carm. † (25 ottobre 1500 - 27 agosto 1512 nominato vescovo di Sant'Agata de' Goti)
- Alfonso Carafa † (27 agosto 1512 - 1534 deceduto)
  - Andrea Matteo Palmieri † (20 agosto 1534 - 26 febbraio 1535 dimesso) (amministratore apostolico)
- Michele Visconti † (26 febbraio 1535 - 1538 deceduto)
- Enrique de Villalobos † (29 luglio 1538 - 5 novembre 1540 nominato vescovo di Squillace)

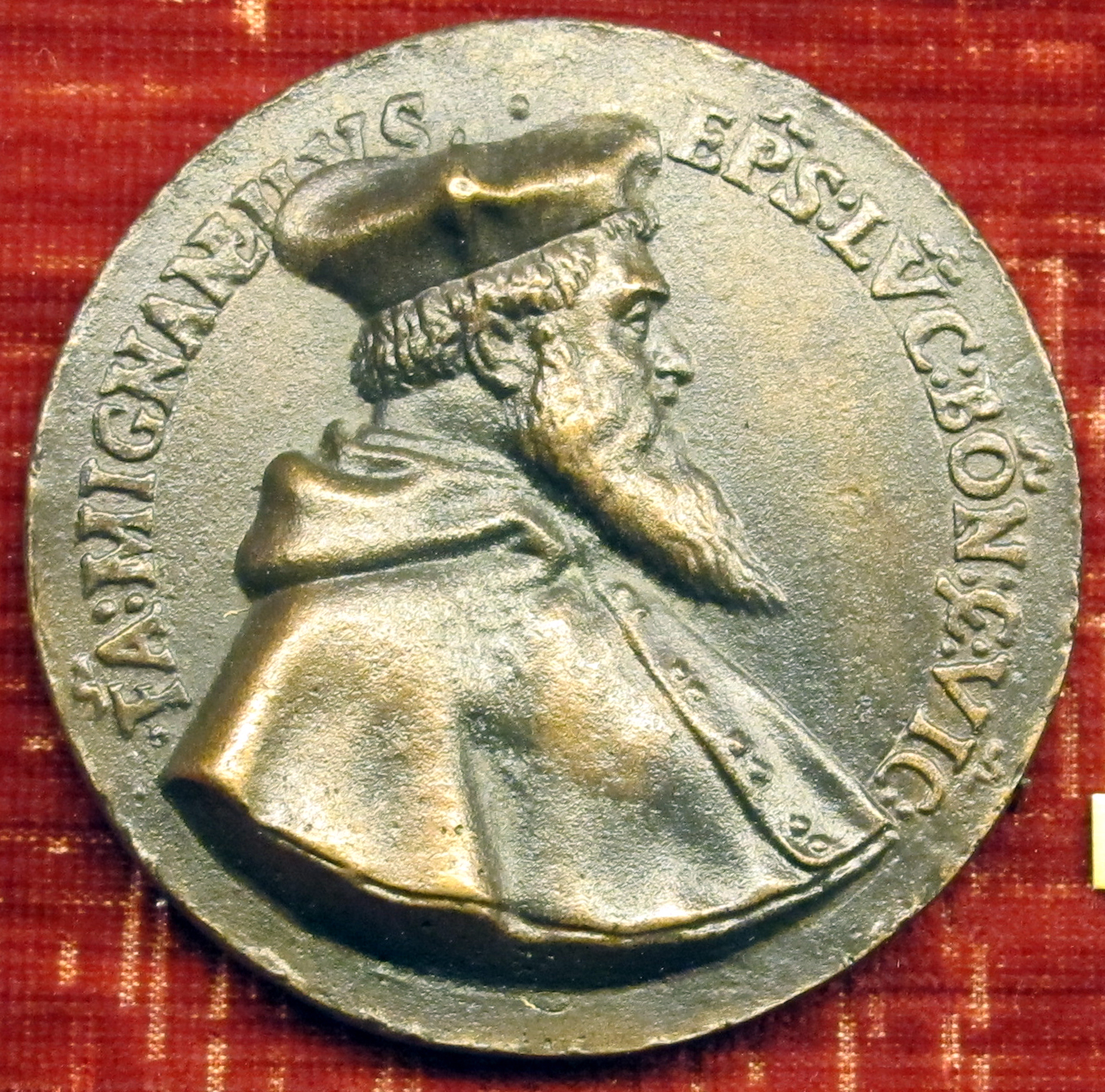
Medaglia di Fabio Mignanelli, vescovo di Lucera

- Fabio Mignanelli † (15 novembre 1540 - 17 maggio 1553 nominato amministratore apostolico di Grosseto)
- Pietro De Petris † (17 maggio 1553 - 1580 deceduto)
- Giulio Monaco † (4 novembre 1580 - 1581 deceduto)
- Scipione Bozzuti † (14 febbraio 1582 - 5 o 6 maggio 1592 deceduto[26])
- Marco Magnacervo, C.R. † (21 giugno 1593 - 29 luglio 1600 deceduto)
- Fabio Aresti † (11 maggio 1601 - 30 aprile 1609 deceduto)
- Lodovico Magio † (29 aprile 1609 - 1618 deceduto)
- Fabrizio Suardi † (28 gennaio 1619 - 9 febbraio 1637 nominato vescovo di Caserta)
- Bruno Sciamanna † (17 agosto 1637 - 10 marzo 1642 nominato vescovo di Caserta)
- Tommaso d'Avalos, O.P. † (24 marzo 1642 - 4 dicembre 1642 deceduto)
- Silvestro D'Afflitto, C.R. † (23 febbraio 1643 - agosto 1661 deceduto)
- Giambattista Eustachio † (12 febbraio 1663 - settembre 1687 deceduto)
- Domenico Morelli † (17 maggio 1688 - 15 luglio 1715 deceduto[27])
- Domenico Maria Liguori, C.R. † (10 gennaio 1718 - 8 febbraio 1730 nominato vescovo di Cava)
- Vincenzo Ferreri, O.P. † (8 febbraio 1730 - 4 ottobre 1733 deceduto)
- Michele Marculli † (2 dicembre 1733 - prima del 25 maggio 1759 deceduto)
- Giuseppe Maria Foschi † (28 maggio 1759 - 15 novembre 1776 deceduto)
  - Giuseppe Maria Rugilo † (1776 - 1778) (vescovo eletto)[28]
  - Sede vacante (1778-1792)
- Giovanni Arcamone, C.R. † (27 febbraio 1792 - 13 agosto 1793 deceduto)
- Alfonso Maria Freda † (29 gennaio 1798 - 12 agosto 1817 deceduto[29])
- Andrea Portanova † (6 aprile 1818 - 12 luglio 1840 deceduto)
  - Sede vacante (1840-1843)
- Giuseppe Jannuzzi † (19 giugno 1843 - 21 agosto 1871 deceduto)
- Giuseppe Maria Cotellessa † (23 febbraio 1872 - 22 maggio 1889 deceduto)
- Carmelo Ciotola † (14 dicembre 1891 - 20 febbraio 1892 deceduto[30])
- Giuseppe Consenti, C.SS.R. † (12 giugno 1893 - 13 novembre 1907 deceduto)
- Lorenzo Chieppa † (23 giugno 1909 - 15 ottobre 1918 deceduto)
- Giuseppe di Girolamo † (21 aprile 1920 - 1º gennaio 1941 dimesso[31])
- Domenico Vendola † (21 luglio 1941 - 7 gennaio 1963 dimesso[32])
- Antonio Cunial † (21 marzo 1963 - 9 marzo 1970 nominato vescovo di Vittorio Veneto)
- Angelo Criscito † (27 giugno 1970 - 7 settembre 1985 ritirato)
- Carmelo Cassati, M.S.C. † (7 settembre 1985 - 30 settembre 1986 dimesso)

### Vescovi di Troia
- Oriano † (circa 1022 - circa 1028 deceduto)[33]
- Angelo † (1028 - 4 maggio 1041 deceduto)
- Arduino † (menzionato nel 1059)
- Stefano Normanno † (marzo 1059 - 11 ottobre 1077 deceduto)[34]
- Gualtiero Frangente † (2 novembre 1077 - 4 agosto 1087 deceduto)[34]
- Gerardo da Piacenza † (8 ottobre 1087 - 10 gennaio 1097 deceduto)[34]
- Uberto Cenomanicus † (20 giugno 1097 - 13 dicembre 1101 deceduto)[34]
- Guglielmo Bigoctus † (13 gennaio 1102 - 1108)[34]
- Guglielmo II † (1108 - 1122 deceduto)[34]
- Onorio † (1122 - dopo il 1124)[34]
- Guglielmo III † (menzionato nel 1140)[34]
- Elia † (menzionato nel 1177)
- Guglielmo IV † (prima del 1182 - 1187 deceduto)[34]
- Ruggero † (1187 - prima del 1193)[34]
- Gualberto † (prima del 1193 - 1195)
- Gualtiero di Palearia † (1195 - luglio 1201 deposto)
- Filippo † (13 ottobre 1212 - ?)
- Gregorio † (luglio 1232 - 13 giugno 1237)[35]
- Matteo de Barbuco † (20 gennaio 1252 - circa aprile 1270 deceduto)[36][37]
  - Sede vacante (1270-1276)[36]
  - Bertero † (settembre 1276 / marzo 1277 - 1277 deceduto) (vescovo eletto)[36]
- Ugo de Curtis, O.P. † (prima del 4 agosto 1278 - 3 ottobre 1279 nominato vescovo di Betlemme)
- Rainerio, O.F.M. † (11 maggio 1280 - 1284)[36]
- Rogerio, O.F.M. † (20 dicembre 1284 - 1302 deceduto)
- Pietro, O.F.M. † (9 settembre 1302 - 1309 deceduto)[38]
- Guglielmo Bianchi, O.S.B. † (12 aprile 1309 - 1310 deceduto)
- Beraldo † (12 giugno 1311 - ? deceduto)
- Arnaldo † (20 ottobre 1322 - ? deceduto)
- Bisanzio † (27 giugno 1332 - ?)
- Enrico Trezza † (24 aprile 1341 - ? deceduto)
- Nicola de Casis † (17 novembre 1361 - ? deceduto)
- Guido † (? - 11 agosto 1366 nominato vescovo di Venafro)[39]
- Bartolomeo † (13 settembre 1387 - ? deceduto)
  - Riccardo † (27 gennaio 1391 - 29 marzo 1393 nominato arcivescovo di Otranto) (antivescovo)
  - Nicola di Giovinazzo † (1393 - 9 agosto 1409 nominato vescovo di Cavaillon) (antivescovo)
- Angelo di Manfredonia † (30 aprile 1410 - 1438 deceduto)
- Giacomo Lombardo † (4 luglio 1438 - 1469 deceduto)
- Giovanni Paolo Vassalli † (17 aprile 1468 - 10 marzo 1474 nominato vescovo di Aversa)
- Stefano Grube † (10 marzo 1474 - 22 marzo 1480 nominato arcivescovo di Riga)
- Scipione Piscicelli † (22 marzo 1480 - 1484 deceduto)
- Giannozzo Pandolfini † (10 marzo 1484 - 13 dicembre 1525 deceduto)
- Ferrando Pandolfini † (13 dicembre 1525 succeduto - 1560 deceduto)
- Scipione Rebiba † (19 giugno 1560 - 4 settembre 1560 dimesso)
- Prospero Rebiba † (4 settembre 1560 - 1593 deceduto)
- Jacopo Aldobrandini † (15 novembre 1593 - 10 novembre 1606 deceduto)
- Pietro Antonio Da Ponte, C.R. † (14 maggio 1607 - 8 settembre 1622 deceduto)
- Giovanni Battista Roviglioni † (9 gennaio 1623 - novembre 1623 deceduto)
- Felice Siliceo † (18 dicembre 1623 - 1626 deceduto)
- Giovanni Battista Astalli † (19 gennaio 1626 - 17 agosto 1644 deceduto)
- Giovanni Tommaso Veneziani † (30 gennaio 1645 - 1647 deceduto)
- Antonio Sacchetti † (13 gennaio 1648 - giugno 1662 deceduto)
- Sebastiano Sorrentino † (12 febbraio 1663 - 17 luglio 1675 deceduto)
- Antonio de Sangro, C.R. † (16 dicembre 1675 - 24 gennaio 1694 deceduto)
- Emilio Giacomo Cavalieri, P.O. † (19 aprile 1694 - 11 agosto 1726 deceduto)
- Giovanni Pietro Faccoli † (11 settembre 1726 - 2 gennaio 1752 deceduto)
- Marco De Simone † (17 luglio 1752 - 24 febbraio 1777 deceduto)
- Giovanni Giacomo Onorati † (12 maggio 1777 - 6 marzo 1793 deceduto)
  - Sede vacante (1793-1797)
- Gennaro Clemente Francone † (18 dicembre 1797 - 7 maggio 1799 deceduto)
  - Sede vacante (1799-1804)
- Michele Palmieri † (29 ottobre 1804 - 3 maggio 1824 nominato vescovo di Monopoli)
- Antonio Monforte † (3 maggio 1824 - 13 febbraio 1854 deceduto)
- Tommaso Passero, O.P. † (16 luglio 1856 - 8 settembre 1890 deceduto)
- Domenico (Daniele) Tempesta, O.F.M.Ref. † (14 giugno 1891 - 23 aprile 1899 deceduto)
- Paolo Emilio Bergamaschi † (19 giugno 1899 - 26 luglio 1910 dimesso[40])
- Domenico Lancellotti † (21 aprile 1911 - 14 marzo 1918 nominato vescovo di Conversano)
- Fortunato Maria Farina † (21 giugno 1919 - 15 maggio 1951 dimesso)
- Giuseppe Amici † (15 maggio 1951 - 1º febbraio 1955 nominato vescovo di Cesena)
- Antonio Mistrorigo † (9 marzo 1955 - 25 giugno 1958 nominato vescovo di Treviso)
- Antonio Pirotto † (24 agosto 1958 - 14 dicembre 1974 ritirato)
- Giuseppe Lenotti † (14 dicembre 1974 - 28 gennaio 1981 deceduto)
- Salvatore De Giorgi (4 aprile 1981 - 30 settembre 1986 dimesso)

### Vescovi di Lucera-Troia
- Raffaele Castielli † (13 febbraio 1987 - 18 maggio 1996 dimesso)
- Francesco Zerrillo † (15 febbraio 1997 - 30 giugno 2007 ritirato)
- Domenico Cornacchia (30 giugno 2007 - 15 gennaio 2016 nominato vescovo di Molfetta-Ruvo-Giovinazzo-Terlizzi)
- Giuseppe Giuliano, dal 20 ottobre 2016

## Statistiche
La diocesi nel 2023 su una popolazione di 61.044 persone contava 50.628 battezzati, corrispondenti all'82,9% del totale.
| anno | popolazione | popolazione | popolazione | presbiteri | presbiteri | presbiteri | presbiteri                | diaconi | religiosi | religiosi | parrocchie |
| anno | battezzati  | totale      | %           | numero     | secolari   | regolari   | battezzati per presbitero | diaconi | uomini    | donne     | parrocchie |
| ---- | ----------- | ----------- | ----------- | ---------- | ---------- | ---------- | ------------------------- | ------- | --------- | --------- | ---------- |
| 1950 | 104.700     | 105.000     | 99,7        | 103        | 84         | 19         | 1.016                     |         | 27        | 85        | 21         |
| 1969 | 97.271      | 98.153      | 99,1        | 78         | 54         | 24         | 1.247                     |         | 34        | 118       | 24         |
| 1980 | 94.300      | 96.000      | 98,2        | 74         | 53         | 21         | 1.274                     |         | 23        | 96        | 25         |
| 1990 | 75.000      | 78.100      | 96,0        | 90         | 69         | 21         | 833                       |         | 23        | 86        | 32         |
| 1999 | 73.000      | 76.280      | 95,7        | 82         | 62         | 20         | 890                       | 2       | 24        | 86        | 33         |
| 2000 | 74.000      | 77.000      | 96,1        | 82         | 62         | 20         | 902                       | 3       | 27        | 86        | 33         |
| 2001 | 74.000      | 77.000      | 96,1        | 83         | 64         | 19         | 891                       | 4       | 26        | 86        | 33         |
| 2002 | 74.000      | 77.000      | 96,1        | 83         | 64         | 19         | 891                       | 4       | 26        | 86        | 33         |
| 2003 | 74.000      | 76.543      | 96,7        | 84         | 65         | 19         | 880                       | 4       | 26        | 86        | 33         |
| 2004 | 74.000      | 76.543      | 96,7        | 83         | 64         | 19         | 891                       | 4       | 26        | 86        | 33         |
| 2013 | 66.000      | 67.000      | 98,5        | 74         | 54         | 20         | 891                       | 7       | 26        | 28        | 33         |
| 2016 | 66.300      | 67.600      | 98,1        | 75         | 55         | 20         | 884                       | 6       | 24        | 28        | 33         |
| 2019 | 59.850      | 66.840      | 89,5        | 66         | 51         | 15         | 906                       | 5       | 18        | 29        | 33         |
| 2021 | 56.988      | 61.065      | 93,3        | 67         | 45         | 22         | 850                       | 5       | 22        | 29        | 33         |
| 2023 | 50.628      | 61.044      | 82,9        | 64         | 44         | 20         | 791                       | 5       | 21        | 26        | 33         |

### Per la sede di Lucera
- (EN) Lucera, in Catholic Encyclopedia, New York, Encyclopedia Press, 1913.
- Giuseppe Cappelletti, Le Chiese d'Italia dalla loro origine sino ai nostri giorni, vol. XIX, Venezia, 1858,  pp. 255–275.
- Francesco Lanzoni, Le diocesi d'Italia dalle origini al principio del secolo VII (an. 604), vol. I, Faenza, 1927,  pp. 275–277.
- Ada Campione e Donatella Nuzzo, La Daunia alle origini cristiane, Bari, Edipuglia, 1999,  pp. 87–93.
- Gaetano Schiraldi, La diocesi di Lucera: genesi ed evoluzione della presenza cristiana, in La Capitanata, vol. 20, 2006,  pp. 253–266.
- Gaetano Schiraldi, La comunità cristiana di Lucera nell'alto e basso medioevo: primi appunti per una storia, in La Capitanata, vol. 23, 2009,  pp. 55–69.
- Gaetano Schiraldi, Rinascimento cristiano in prospettiva umanistica. La diocesi di Lucera nel Quattrocento, in La Capitanata, XLX, 2012,  pp. 171–185.
- Giorgio Otranto, L'episcopato dauno nei primi secoli (PDF), in Atti del 4º Convegno sulla Preistoria-Protostoria-Storia della Daunia, San Severo, 1982,  pp. 151–156.
- Antonio Antonetti, Su Bartolomeo, vescovo di Lucera: alcune riflessioni per una ricostruzione storica, in La Capitanata, LI, 2013,  pp. 101–108.
- Antonio Antonetti, Alcune note sulla Chiesa lucerina tra Bizantini e Normanni (secc. X-XII), in Itinerari di ricerca storica, XXVIII, n. 2, 2014,  pp. 99-119.
- Antonio Antonetti, I vescovi di Lucera del XIII secolo: note per una cronotassi scientifica, in Archivio storico pugliese, LXVIII, 2015,  pp. 51-79.
- Antonio Antonetti, Gianluca D'Antino, Walter V.M. di Pierro e Massimiliano Monaco, I vescovi di Lucera. Profili biografici, araldica e genealogia, Lucera, Schena Editore, 2023.
- (LA) Pius Bonifacius Gams, Series episcoporum Ecclesiae Catholicae, Leipzig, 1931,  pp. 891–892.
- (LA)  Konrad Eubel, Hierarchia Catholica Medii Aevi, vol. 1, p. 315; vol. 2, p. 181; vol. 3, p. 229; vol. 4, p. 225; vol. 5, pp. 248–249; vol. 6, p. 267.
- (DE) Norbert Kamp, Kirche und Monarchie im Staufischen Konigreich Sizilien. Prosopographische Grundlegung: Bistümer und Bischöfe des Königreichs 1194 - 1266, vol. 1 Abruzzen und Kampanien, München, 1973,  pp. 278-279.
- (LA) Decreto Ad uberius (PDF), AAS 75 I (1983), p. 662.

### Per la sede di Troia
- (EN) Diocese of Troia, su catholic-hierarchy.org.
- Alessio Aurelio Pelliccia (a cura di), Chronici Trojani fragmentum, in Raccolta di varie croniche, diarj, ed altri opuscoli così italiani, come latini appartenenti alla storia del Regno di Napoli, vol. 5, Napoli, 1782,  pp. 127–140.; anche in Frammenti di cronaca troiana antica: il testo e la riproduzione di "Chronici Trojani Fragmentum", Troia, 1975.
- Cenni storici della città di Troia, su comune.troia.fg.it (archiviato dall'url originale il 29 giugno 2015).
- Antonio Antonetti, Le elezioni episcopali e i vescovi della rinascita troiana, in Carte di Puglia, vol. 30, 2013,  pp. 31–42.
- Giuseppe Cappelletti, Le Chiese d'Italia dalla loro origine sino ai nostri giorni, vol. XXI, Venezia, 1858,  pp. 457–463.
- Gaetano Moroni, Dizionario di erudizione storico-ecclesiastica, , vol. LXXXI, Venezia, 1861,  pp. 87–95.
- (LA) Pius Bonifacius Gams, Series episcoporum Ecclesiae Catholicae, Leipzig, 1931,  pp. 936–937.
- (LA)  Konrad Eubel, Hierarchia Catholica Medii Aevi, vol. 1, p. 499; vol. 2, p. 257; vol. 3, p. 319; vol. 4, p. 346; vol. 5, pp. 391–392; vol. 6, pp. 418–419.
- (LA) Decreto Iam pridem (PDF), AAS 25 (1933), p. 466.